# 시로카네다이역
시로카네다이역(일본어: 白金台駅, しろかねだいえき)은 일본 도쿄도 미나토구에 위치한 도쿄 지하철 및 도쿄 도 교통국의 역이다.
도쿄 메트로 난보쿠 선과, 도영 지하철 미타 선의 중복 구간에 위치한 역으로 두 노선이 운행된다. 양사국의 공동사용역이며 역 업무는 도쿄 메트로가 갖고 있다. 역 번호는 난보쿠 선이 N 02, 미타 선이 I 02이다.

## 역 구조
상대식 승강장 2면 2선의 지하역. 난보쿠 선에서 상대식 승강장을 가지는 역은, 당역과 오지카미야 역 뿐이다. 당역은 도쿄 메트로 난보쿠선 과, 도영 미타선 의 두 노선이 역 설비와 선로를 공유하고 있지만, 시설의 보유는 도쿄 메트로이다.
자동 매표기는 도쿄 메트로 노선용과, 도영 지하철 노선용의 두 종류가 설치되어 있다. 다만, 시로카네타카나와역 과, 메구로역 에서의 승차권 구입은 도쿄 메트로 노선용과, 도영 지하철 노선용 모두 이용 가능하다.
출구는 가이엔니시도리 방면의 1번 출입구가 히요시사카, 핫포엔 방면의 2번 출입구가 있고 각각 독립되어 있다. 23시부터 아침 6시까지는 1번 출입구가 폐쇄되고 2번 출입구만 영업한다.
2007년 7월부터, 2번 출입구 부근에 메구로도리를 건너 횡단 보도가 설치되었다.
당역은 총 22대의 에스컬레이터가 설치되어 있다. 플랫폼은 지하 4~5층 규모에 있고 깊이가 27.2m이다.

### 승강장
| ↑ 시로카네타카나와 |
| \| ２              |
| 메구로 ↓           |

| 번호 | 노선                   | 행선                                                              | 비고                                                                          |
| ---- | ---------------------- | ----------------------------------------------------------------- | ----------------------------------------------------------------------------- |
| 1    | 난보쿠 선              | 나가타초・고마고메・아카바네이와부치ㆍ하토가야ㆍ우라와미소노 방면 | 아카바네이와부치 역에서 사이타마 고속철도선으로 직통 (우라와미소노 역행 열차) |
| 1    | 도영 미타 선           | 오테마치・스가모・니시타카시마다이라 방면                         |                                                                               |
| 2    | 난보쿠 선 도영 미타 선 | 메구로・히요시 ㆍ 신요코하마 ㆍ에비나 ㆍ 쇼난다이 방면            | 메구로 역에서 도큐 메구로 선 신요코하마선 소테츠선으로 직통                   |

(출처：도쿄 메트로: 역 구내도) ・ (출처：도영 지하철: 역 구내도）

## 역 주변
- 메이지가쿠인 대학 시로카네 캠퍼스
- 메이지가쿠인 고등학교
- 주일 타이베이 경제문화대표처
- 주일 에리트레아 대사관
- 주일 벨라루스 대사관
- 핫포엔
- 도쿄 대학 의과학 연구소
- 미나토 시로카네다이 우체국
- 마쓰오카 미술관
- 쉐라톤 미야코 호텔 도쿄

## 역사
- 2000년 9월 26일: 영업 개시.
- 2004년 4월 1일: 도영지하철 민영화에 의해서 난보쿠 선이 도쿄 메트로의 소속이 됨.
- 2015년 3월 12일: 발차 멜로디를 리뉴얼함[2]. 도영 미타 선 발차 시에도 마찬가지임.

## 사진

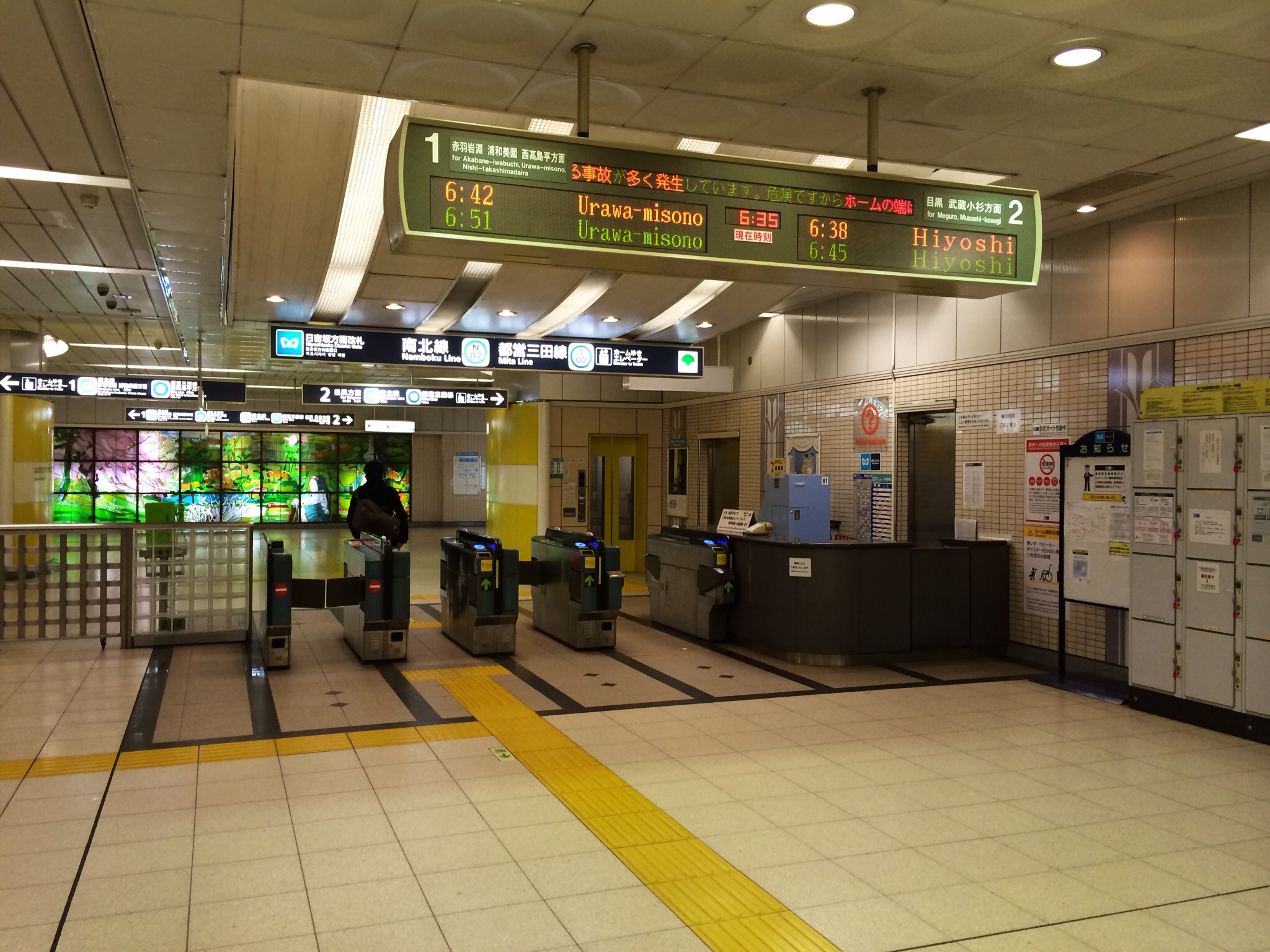
개찰구

## 인접역
| 도쿄 메트로 난보쿠 선 도쿄 도 교통국 미타 선 | 도쿄 메트로 난보쿠 선 도쿄 도 교통국 미타 선 | 도쿄 메트로 난보쿠 선 도쿄 도 교통국 미타 선                             |
| -------------------------------------------- | -------------------------------------------- | ------------------------------------------------------------------------ |
| N 01 I 01 메구로 방면                        | 난보쿠 선 미타 선                            | 시로카네타카나와 N 03 I 03 아카바네이와부치 방면 니시타카시마다이라 방면 |